# Коњовић из прикрајка
Коњовић из прикрајка је књига дневничких забелешки аутора Миленка Попића, објављена 2012. године у издању Градске библиотеке "Карло Бијелицки" и Галерије "Милан Коњовић" из Сомбора. Књига представља специфично сведочанство суграђанина Милана Коњовића, а објављена је две деценије након сликарове смрти.

## О аутору
Миленко Попић је рођен у Бачкој Паланци 1945. године, а по рођењу живи стално у Сомбору. Дипломирао је југословенске и општу књижевност на београдском Филолошком факултету, апсолвирао посдипломске студије на новосадском Филозофском факултету. Био је запослен у Галерији "Милан Коњовић" од 1974. до 1979. године, а потом као библиотекар у Градској библиотеци "Карло Бијелицки" до пензионисања 2008. године. Члан је Друштва књижевника Војводине од 1987. и Удружења књижевника Србије од 1993. Удружење књижевника Србије му је 2006. године доделило Плакету захвалности за трајни допринос угледу и развоју УКС. Од 1982. је маратонац и добитник пехара Сомборских новина за животно дело у спорту. Био је и вишедеценијски директор Сомборског маратона.

## О књизи
Године 1974. Миленко Попић, аутор књиге, запослио се у Галерији "Милан Коњовић" коју је сомборски сликар свакодневно посећивао. Милан Коњовић је један од ретких сликара у светским оквирима који су за живота добили галерију са својим именом (године 1966. маестро је завештао своја дела родном граду).
Након студија у Београду Попићу је то био први посао и ту је радио све до 1979. године као благајник, кључар и чувар. Већ првог радног дана, 14. јуна, пошто је сео за сто који је и данас на истом месту у галерији, записао је сликареве речи о његовим сликама-миљеницама. Од тог дана почео је бележити Коњовићеве речи, мисли, дане, карактер, и чинио је то наредних пет година, до одласка из галерије, 1979. године.
Последњи радни дан у Галерији, аутор дневника памти и данас. Био је то 17. март 1979. Обукао сам зимски капут и пришао маестру рекавши да сам му захвалан што сам имао прилику да ту радим. Рекао сам му да сам од њега много научио о животу - забележено је дневнику. Маестро је пружио руку Попићу и знајући да одлази на ново радно место у Библиотеку, ведро му препоручио да настави да пише.Боље је да пишеш, него да издајеш књиге - шеретски је рекао Коњовић. Попић га је послушао - делимично. Наставио је да пише, али и да објављује.
Дневник Коњовић из прикрајка садржи следеће рецензије:
- Коњовић из прикрајка - Драшко Ређеп
- Рецензија за рукопис Миленка Попића "Коњовић из прикрајка" - Мирослав Јосић Вишњић
- Дневник као роман - Сава Степанов
- Коњовић из прикрајка : дневник - Ирма Ланг